# Greenville (hrabstwo Westchester)
Greenville – jednostka osadnicza w Stanach Zjednoczonych, w stanie Nowy Jork, w hrabstwie Westchester.